# Camponotus confucii
Camponotus confucii é uma espécie de inseto do gênero Camponotus, pertencente à família Formicidae.